# Stazione di Santo Stefano di Magra
La stazione di Santo Stefano di Magra è una stazione ferroviaria ubicata sulla ferrovia Pontremolese, che collega La Spezia a Parma, ed è al servizio dell'omonimo comune. Dalla stazione aveva inoltre origine la piccola diramazione per Sarzana, chiusa al traffico dal 2003 ma per RFI ancora formalmente attiva.

## Storia
La stazione venne inaugurata il 9 agosto 1897 in concomitanza del tratto di linea proveniente da Sarzana, a cura della Società per le Strade Ferrate del Mediterraneo.
Tra il 1957 e il 1958 venne attivato nella stazione un nuovo apparato centrale elettrico a leve singole da 30 leve.
Il giorno 27 luglio 1999 il traffico passeggeri proveniente dalla radice meridionale della linea Genova-Pisa cessò a causa dello spostamento a settentrione (in variante di tracciato) della tratta che si diramava dall'impianto e che raggiungeva Sarzana. Con la chiusura della suddetta tratta anche la stazione di Ponzano Magra, posta su di essa, venne chiusa al traffico viaggiatori. La circolazione sulla breve diramazione venne infine sospesa in modo definitivo il giorno 31 luglio 2003, con la cessazione del residuo traffico merci proveniente da Sarzana.
Con la realizzazione del nuovo tracciato, denominato bivio/posto di comunicazione Arcola-Santo Stefano di Magra, vennero realizzati anche lo scalo merci e le rimesse, fino al 2013 sede dell'Associazione Treni Storici Liguria.
Nella seconda metà degli anni '90 l'impianto subì una notevole ristrutturazione che riguardò il piano binari. Contestualmente si procedette alla costruzione di moderni e sicuri sottopassaggi, all'installazione di nuove pensiline in cemento ed anche la segnaletica venne aggiornata, rendendola conforme agli standard in vigore ad allora.
Nel 2005, con l'apertura al traffico della variante di tracciato S. Stefano Magra-Posto di passaggio Chiesaccia (passaggio dal doppio al semplice binario) e l'inaugurazione della stazione di Aulla Lunigiana, successivamente raccordata con la linea ferroviaria della Garfagnana, il vecchio tracciato Posto di passaggio Chiesaccia-Terrarossa Tresana-Aulla-Caprigliola Albiano-S. Stefano Magra venne dismesso insieme a tutte le stazioni su di esso ubicate.
Fece eccezione Aulla, che rimase in servizio fino al 2008 come capotronco della ferrovia Lucca-Aulla.

## Strutture e impianti
La stazione, posta nelle immediate vicinanze del Centro Commerciale "La Fabbrica" di Santo Stefano di Magra, dispone di un fabbricato viaggiatori con 3 banchine che servono i 5 binari passanti. Il primo, il secondo ed il terzo binario vengono generalmente utilizzati per il ricovero di mezzi di servizio o manovra, per convogli in sosta e per qualche sporadico treno straordinario che utilizza la stazione come capolinea, il quarto è utilizzato dai treni diretti a La Spezia, Pisa, Firenze e Livorno mentre il quinto è impiegato da quelli diretti a Pontremoli, Parma, Milano e Bergamo. Vi è anche un magazzino, inutilizzato e murato, che faceva parte dell'ex area merci. La stazione è collegata ad entrambi i tracciati, vecchio e nuovo, della ferrovia Pontremolese ed in particolare la parte iniziale del vecchio tracciato è ancora utilizzata come asta di manovra.
Una particolarità è costituita dall'accesso, situato a poche decine di metri dalla stazione, lato Aulla Lunigiana, dalla strada alla sede ferroviaria per i mezzi di soccorso. L'annesso piazzale ha un'ampiezza tale da consentire l'ingresso anche dei mezzi bimodali (strada-ferrovia) dei vigili del fuoco utilizzati spesso per esercitazioni antincendio e salvataggio persone, specie in galleria.
L'impianto dispone di un bar/tabaccheria, di servizi igienici e di biglietterie automatiche. All'esterno, nelle aree retrostanti e adiacenti al fabbricato viaggiatori, trovano posto due ampie aree di parcheggio.
Sulla banchina dei binari 4 e 5, dotata di pensilina, è presente un piccolo casottino prefabbricato che funge da sala di aspetto.

## Movimento
Nel 2007 la stazione risultava frequentata da più di 290 persone al giorno.
Nonostante l'impianto si trovi formalmente in Regione Liguria è servito anche dai servizi regionali "Memorario" svolti da Trenitalia nell'ambito del contratto di servizio con la Regione Toscana.

## Servizi
La stazione, che secondo il sistema di classificazione di RFI appartiene alla categoria silver, dispone di:
- Biglietteria automatica
- Bar
- Servizi igienici

## Interscambi
- Fermata autolinee